# 卡尔·阿尔伯特
卡尔·伯特·阿尔伯特（Carl Bert Albert，1908年5月10日—2000年2月4日），美国政治人物和律师，1971年至1977年担任美国众议院议长。

## 生平
阿尔伯特的父親是煤矿工人、农民。在高中时，他是学生会主席，并在全国高中演讲比赛中获胜。1927年进入奧克拉荷馬大學就讀，並且主修政治学。1928年，阿尔伯特赢得了全国演讲冠军。他後來前往牛津大学就讀，並在牛津大學聖彼得學院获得法学学士学位和民法学士学位。
1934年，阿尔伯特返回美国。1935年，他在俄克拉荷馬开设了一家律师事务所。
1941年，阿尔伯特加入美国陆军。1942年8月20日，阿尔伯特与玛丽·哈蒙结婚。
1946年，阿尔伯特當選国会議員。他支持哈里·S·杜鲁门遏制苏联，並且支持哈里·S·杜鲁门推行的公共住房、联邦教育援助和农产品价格補貼等政策。
1971年8月，美國眾議院議長卡尔·阿尔伯特到訪立法院。

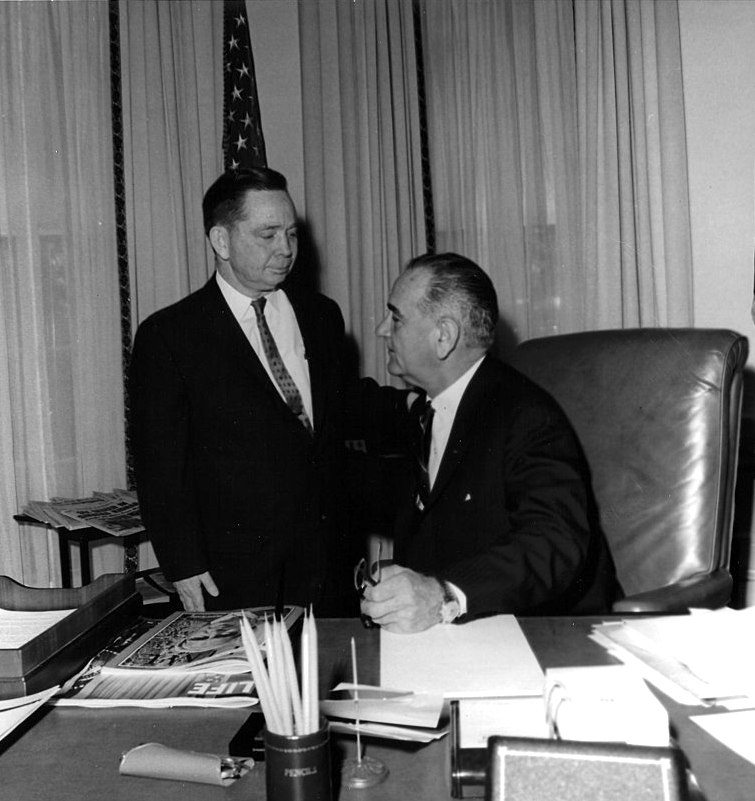
阿尔伯特与林登·约翰逊

1975年，杰拉尔德·福特在發表国情咨文時，阿尔伯特正坐在杰拉尔德·福特总统的身后（右邊）

## 个人
卡尔·伯特·阿尔伯特身高5英尺4英寸（1.63）。